# Sergei Tumansky
Sergei Konstantinovich Tumansky (em russo:  Серге́й Константинович Туманский) (21 de Maio de 1901 – 9 de Setembro de 1973) foi um projetista de motores aeronáuticos soviético e projetista chefe da Tumansky, OKB-300. Trabalhou na TsIAM (1931–38 e em 1940), na fábrica de motores aeronáuticos nº 29, em Leah.
Ele também trabalhou como projetista principal na OKB A.A. Mikulin iniciando em 1943.

## Biografia
Sergei Tumansky nasceu em Minsk, na época parte do Império Russo, em 21 de Maio de 1901 e faleceu com 73 anos, em Moscou, na União Soviética em 9 de Setembro de 1973.
Tumansky foi um especialista no campo de construção de máquinas. Foi membro da Academia de Ciências da Rússia no departamento de mecânica e processos de controle a partir de 26 de Junho de 1964. Recebeu diversos prêmios, dentre eles o Prêmio Lenin, Ordem de Lenin e Herói do Trabalho Socialista.

## Contribuições

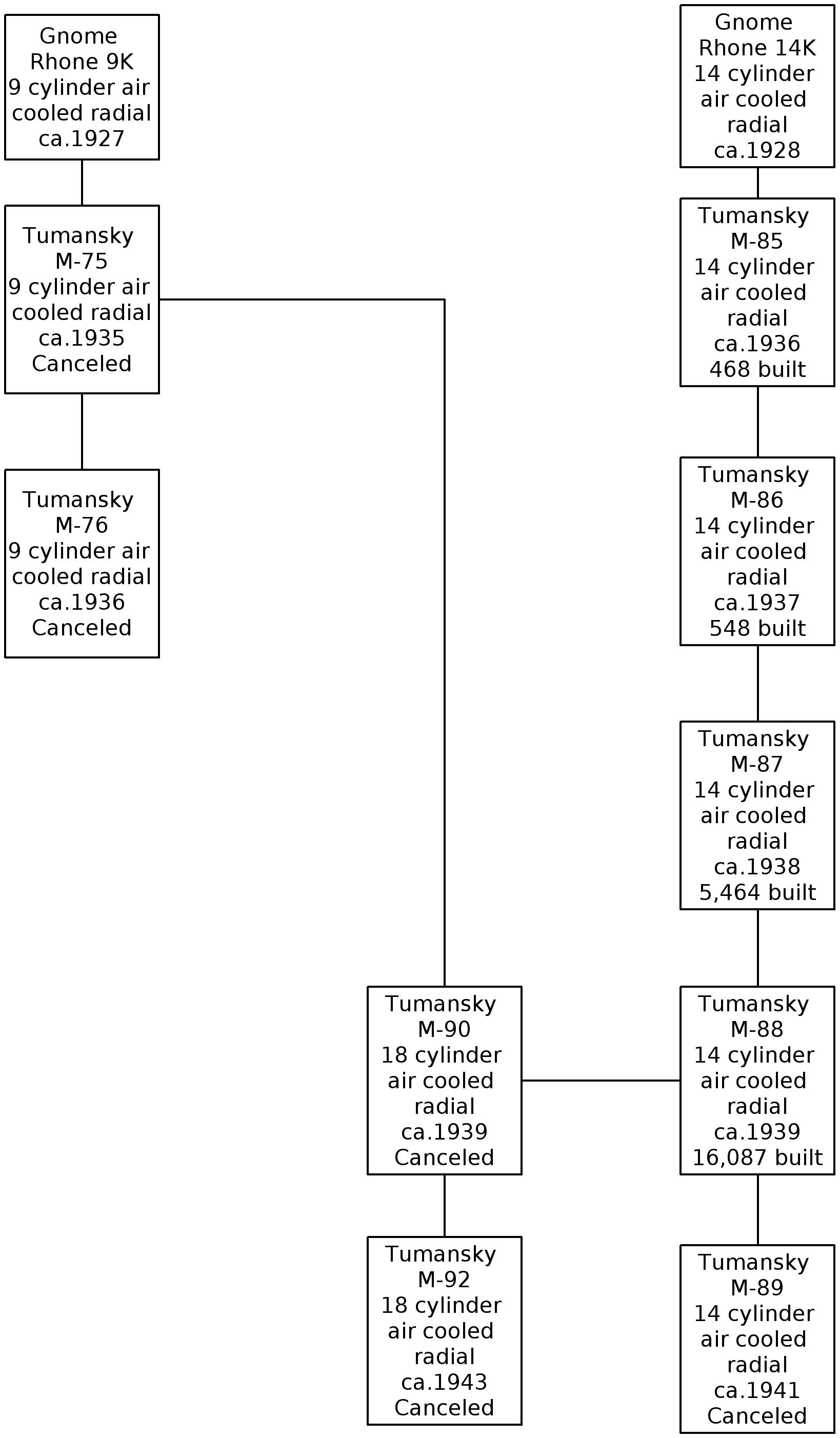
Árvore de motores Tumansky

Alguns dos motores que ele projetou ou trabalhou em conjunto incluem::
- Tumansky M-87 - motor radial aeronáutico refrigerado a ar
- Tumansky M-88 - motor radial refrigerado a ar
- Tumansky RD-9
- Tumansky R-11 - turbojato
- Tumansky R-13 - turbojato desenvolvido por Sergei Alekseevich Gavrilov
- Tumansky R-15 - turbojato de fluxo axial de eixo único com pós-combustão
- Tumansky R-21‎
- Tumansky R-25 - turbojato, sendo o último desenvolvimento do Tumansky R-11

## Prêmios
- Herói do Trabalho Socialista (1957)
- Prêmio Lenin (1957)
- Prêmio Estatal da URSS (1946)
- Cidadão honorário Kuybyshev (1982)
- Ordem de Lenin (4 vezes)
- Ordem da Revolução de Outubro
- Ordem da Estrela Vermelha